# Campeonato Mundial Juvenil de Ginástica Artística de 2019
O Campeonato Mundial Juvenil de Ginástica Artística de 2019 foi o primeiro Campeonato Mundial Juvenil de Ginástica Artística. Ele foi realizado em Győr, Hungria, de 27 a 30 de junho de 2019.

## Calendário de competição

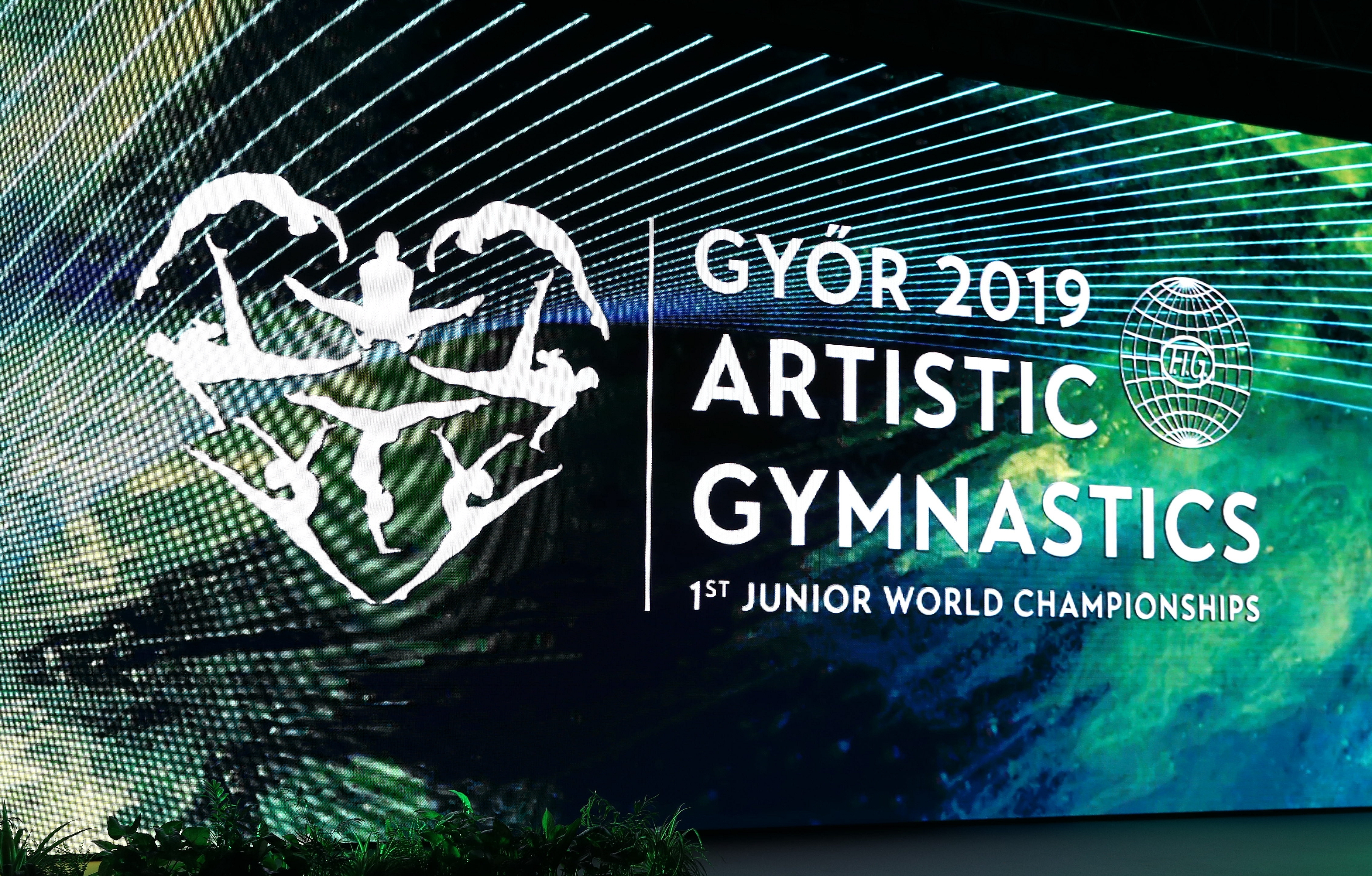
Apresentação do logotipo do Campeonato Mundial Juvenil de Ginástica Artística de 2019 durante a cerimónia de abertura

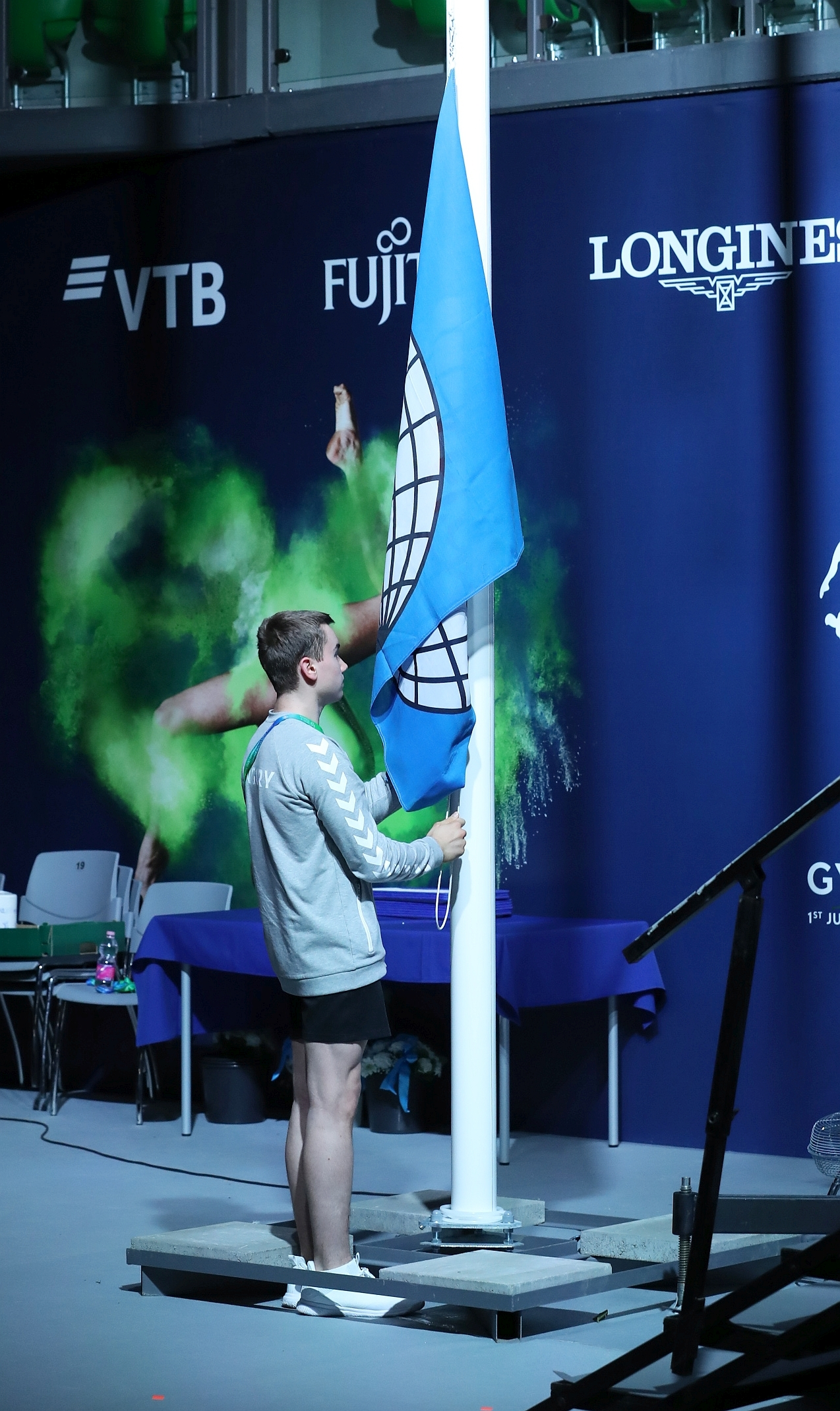
Um ginasta húngaro abaixa a bandeira da Federação Internacional de Ginástica durante a cerimônia de encerramento do evento

| Data                                                                                             | Sessões                                                                                           | Horário      | Subdivisões |
| ------------------------------------------------------------------------------------------------ | ------------------------------------------------------------------------------------------------- | ------------ | ----------- |
| Quinta-feira, 27 de junho                                                                        | Cerimônia de abertura                                                                             | 9:30–10:00   |             |
| Quinta-feira, 27 de junho                                                                        | Qualificatória masculina (MAG) (para Final por Aparelho) Final Individual Geral Final por Equipes |              |             |
| Quinta-feira, 27 de junho                                                                        | 10:00-12:15                                                                                       | Subdivisão 1 |             |
| Quinta-feira, 27 de junho                                                                        | 13:15–15:30                                                                                       | Subdivisão 2 |             |
| Quinta-feira, 27 de junho                                                                        | 16:00–18:15                                                                                       | Subdivisão 3 |             |
| Quinta-feira, 27 de junho                                                                        | 19:15–21:30                                                                                       | Subdivisão 4 |             |
| Sexta-feira, 28 de junho                                                                         |                                                                                                   |              |             |
| Qualificatória feminina (WAG) (para Final por Aparelho) Final Individual Geral Final por Equipes |                                                                                                   |              |             |
| 09:00–10:45                                                                                      | Subdivisão 1                                                                                      |              |             |
| 11:00–12:45                                                                                      | Subdivisão 2                                                                                      |              |             |
| 13:30–15:15                                                                                      | Subdivisão 3                                                                                      |              |             |
| 15:30–17:15                                                                                      | Subdivisão 4                                                                                      |              |             |
| 18:00–19:45                                                                                      | Subdivisão 5                                                                                      |              |             |
| 20:00–21:45                                                                                      | Subdivisão 6                                                                                      |              |             |
| Sábado, 29 de junho                                                                              |                                                                                                   |              |             |
| Solo MAG                                                                                         | 14:00                                                                                             |              |             |
| Salto WAG                                                                                        | 14:00                                                                                             |              |             |
| Cavalo com alças MAG                                                                             | 14:00                                                                                             |              |             |
| Barras assimétricas WAG                                                                          | 14:00                                                                                             |              |             |
| Argolas MAG                                                                                      | 14:00                                                                                             |              |             |
| Domingo, 30 de junho                                                                             |                                                                                                   |              |             |
| Salto MAG                                                                                        | 14:00                                                                                             |              |             |
| Trave WAG                                                                                        | 14:00                                                                                             |              |             |
| Barras paralelas MAG                                                                             | 14:00                                                                                             |              |             |
| Solo WAG                                                                                         | 14:00                                                                                             |              |             |
| Barra fixa MAG                                                                                   | 14:00                                                                                             |              |             |
| Cerimônia de encerramento                                                                        | 18:00                                                                                             |              |             |

## Qualificação

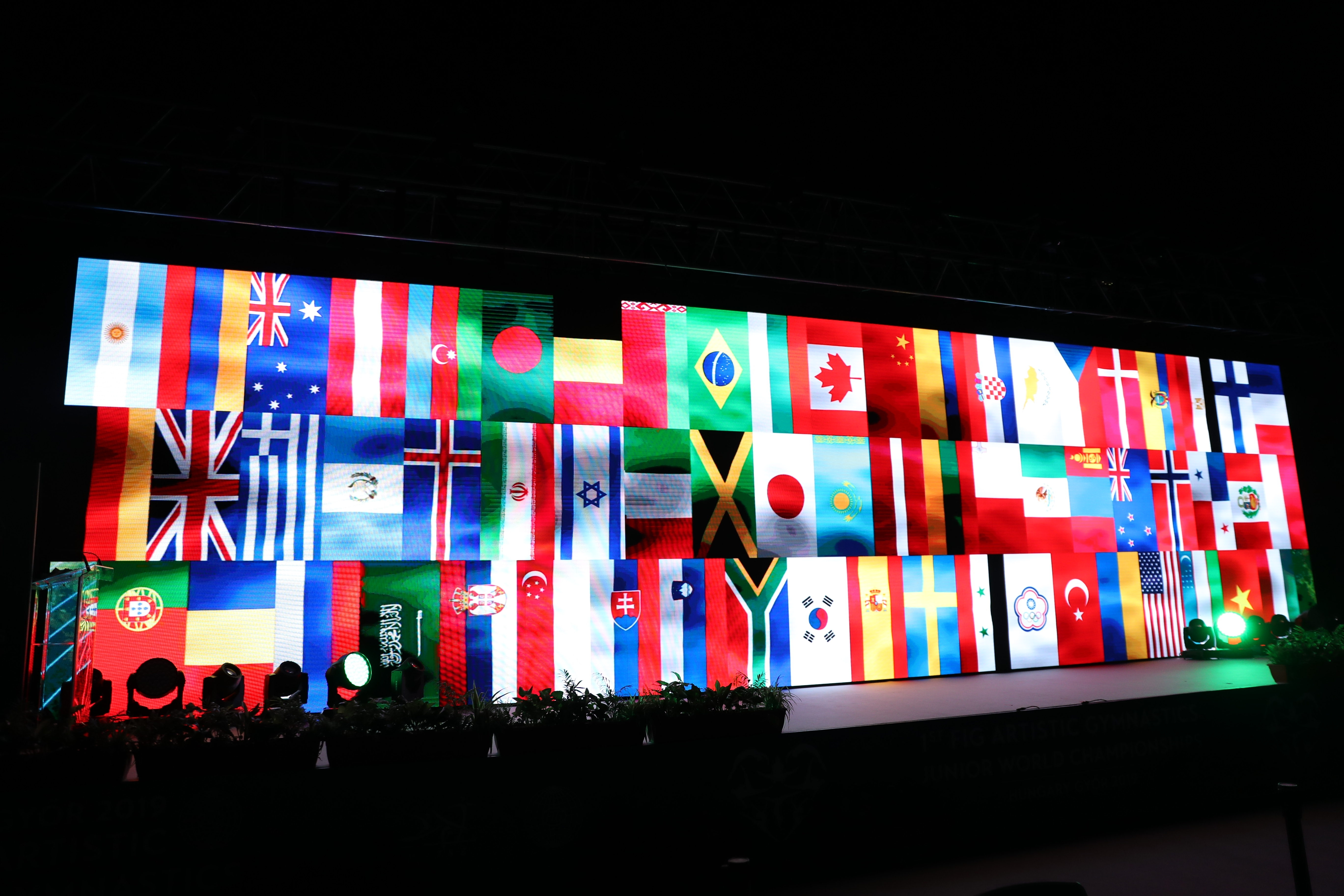
Apresentação das bandeiras dos países participantes no Campeonato Mundial Juvenil de Ginástica Artística de 2019

Os países que qualificaram atletas para os Jogos Olímpicos da Juventude de 2018 foram elegíveis para enviar uma equipe completa, outros países tiveram que solicitar um curinga. Os seguintes países qualificaram uma equipe:

### MAG
- Argentina
- Austrália
- Azerbaijão
- Bélgica
- Brasil
- Canadá
- China
- Taipé Chinesa
- Croácia
- Chéquia
- Equador
- Egito
- França
- Grã-Bretanha
- Alemanha
- Hungria
- Irão
- Israel
- Itália
- Japão
- Cazaquistão
- México
- Mongólia
- Letónia
- Nova Zelândia
- Noruega
- Porto Rico
- Roménia
- Rússia
- Sérvia
- África do Sul
- Coreia do Sul
- Espanha
- Suécia
- Turquia
- Ucrânia
- Estados Unidos
- Uzbequistão
- Venezuela
- Vietname

### WAG
- Argélia
- Argentina
- Austrália
- Bélgica
- Bielorrússia
- Brasil
- Canadá
- China
- Costa Rica
- Egito
- Finlândia
- França
- Grã-Bretanha
- Alemanha
- Grécia
- Guatemala
- Hungria
- Irlanda
- Itália
- Japão
- Cazaquistão
- Lituânia
- Malásia
- México
- Panamá
- Portugal
- Porto Rico
- Roménia
- Rússia
- Singapura
- Espanha
- África do Sul
- Coreia do Sul
- Sri Lanka
- Suécia
- Turquia
- Ucrânia
- Estados Unidos
- Uzbequistão
- Vietname

## Resumo de medalhas

### Medalhistas
Os nomes com um asterisco (*) indicam o suplente da equipe.
| Evento              | Ouro                                                                               | Prata                                                                          | Bronze                                                                               |
| ------------------- | ---------------------------------------------------------------------------------- | ------------------------------------------------------------------------------ | ------------------------------------------------------------------------------------ |
| Masculino           |                                                                                    |                                                                                |                                                                                      |
| Equipes             | Japão · Ryosuke Doi · Takeru Kitazono · Shinnosuke Oka · Azusa Emata*              | Ucrânia · Nazar Chepurnyi · Volodymyr Kostiuk · Illia Kovtun · Dmytro Shyshko* | Itália · Lorenzo Bonicelli · Ivan Brunello · Lorenzo Minh Casali · Mirko Galimberti* |
| Individual geral    | Shinnosuke Oka                                                                     | Ryosuke Doi                                                                    | Illia Kovtun                                                                         |
| Solo                | Ryu Sung-hyun                                                                      | Félix Dolci                                                                    | Nazar Chepurnyi                                                                      |
| Cavalo com alças    | Takeru Kitazono                                                                    | Shinnosuke Oka                                                                 | Edvīns Rodevičs                                                                      |
| Argolas             | Félix Dolci                                                                        | Diogo Soares                                                                   | Yang Haonan                                                                          |
| Salto               | Gabriel Burtănete                                                                  | Yang Haonan                                                                    | Jasper Smith-Gordon                                                                  |
| Barras paralelas    | Takeru Kitazono                                                                    | Yang Haonan                                                                    | Shinnosuke Oka                                                                       |
| Barra fixa          | Nazar Chepurnyi                                                                    | Ivan Gerget                                                                    | Krisztián Balázs                                                                     |
| Feminino            |                                                                                    |                                                                                |                                                                                      |
| Equipes             | Rússia · Elena Gerasimova · Viktoria Listunova · Vladislava Urazova · Yana Vorona* | China · Guan Chenchen · Ou Yushan · Wei Xiaoyuan · Wu Ran*                     | Estados Unidos · Sydney Barros · Skye Blakely · Kayla DiCello · Konnor McClain*      |
| Individual geral    | Viktoria Listunova                                                                 | Vladislava Urazova                                                             | Ou Yushan                                                                            |
| Salto               | Kayla DiCello                                                                      | Jennifer Gadirova                                                              | Vladislava Urazova                                                                   |
| Barras assimétricas | Vladislava Urazova                                                                 | Viktoria Listunova                                                             | Wei Xiaoyuan                                                                         |
| Trave               | Elena Gerasimova                                                                   | Wei Xiaoyuan                                                                   | Kayla DiCello                                                                        |
| Solo                | Viktoria Listunova                                                                 | Ou Yushan                                                                      | Elena Gerasimova                                                                     |

### Quadro de medalhas

#### Geral
*   país anfitrião (Hungria)
| Pos.                | País                | Ouro | Prata | Bronze | Total |
| ------------------- | ------------------- | ---- | ----- | ------ | ----- |
| 1                   | Rússia              | 5    | 3     | 2      | 10    |
| 2                   | Japão               | 4    | 2     | 1      | 7     |
| 3                   | Ucrânia             | 1    | 1     | 2      | 4     |
| 4                   | Canadá              | 1    | 1     | 0      | 2     |
| 5                   | Estados Unidos      | 1    | 0     | 2      | 3     |
| 6                   | Coreia do Sul       | 1    | 0     | 0      | 1     |
| 6                   | Roménia             | 1    | 0     | 0      | 1     |
| 8                   | China               | 0    | 5     | 3      | 8     |
| 9                   | Grã-Bretanha        | 0    | 1     | 1      | 2     |
| 10                  | Brasil              | 0    | 1     | 0      | 1     |
| 11                  | Hungria             | 0    | 0     | 1      | 1     |
| 11                  | Itália              | 0    | 0     | 1      | 1     |
| 11                  | Letónia             | 0    | 0     | 1      | 1     |
| Total (13 entradas) | Total (13 entradas) | 14   | 14    | 14     | 42    |

#### Masculino
| Pos.                | País                | Ouro | Prata | Bronze | Total |
| ------------------- | ------------------- | ---- | ----- | ------ | ----- |
| 1                   | Japão               | 4    | 2     | 1      | 7     |
| 2                   | Ucrânia             | 1    | 1     | 2      | 4     |
| 3                   | Canadá              | 1    | 1     | 0      | 2     |
| 4                   | Coreia do Sul       | 1    | 0     | 0      | 1     |
| 4                   | Roménia             | 1    | 0     | 0      | 1     |
| 6                   | China               | 0    | 2     | 1      | 3     |
| 7                   | Brasil              | 0    | 1     | 0      | 1     |
| 7                   | Rússia              | 0    | 1     | 0      | 1     |
| 9                   | Grã-Bretanha        | 0    | 0     | 1      | 1     |
| 9                   | Hungria             | 0    | 0     | 1      | 1     |
| 9                   | Itália              | 0    | 0     | 1      | 1     |
| 9                   | Letónia             | 0    | 0     | 1      | 1     |
| Total (12 entradas) | Total (12 entradas) | 8    | 8     | 8      | 24    |

#### Feminino
| Pos.               | País               | Ouro | Prata | Bronze | Total |
| ------------------ | ------------------ | ---- | ----- | ------ | ----- |
| 1                  | Rússia             | 5    | 2     | 2      | 9     |
| 2                  | Estados Unidos     | 1    | 0     | 2      | 3     |
| 3                  | China              | 0    | 3     | 2      | 5     |
| 4                  | Grã-Bretanha       | 0    | 1     | 0      | 1     |
| Total (4 entradas) | Total (4 entradas) | 6    | 6     | 6      | 18    |